# Jüdische Emanzipation

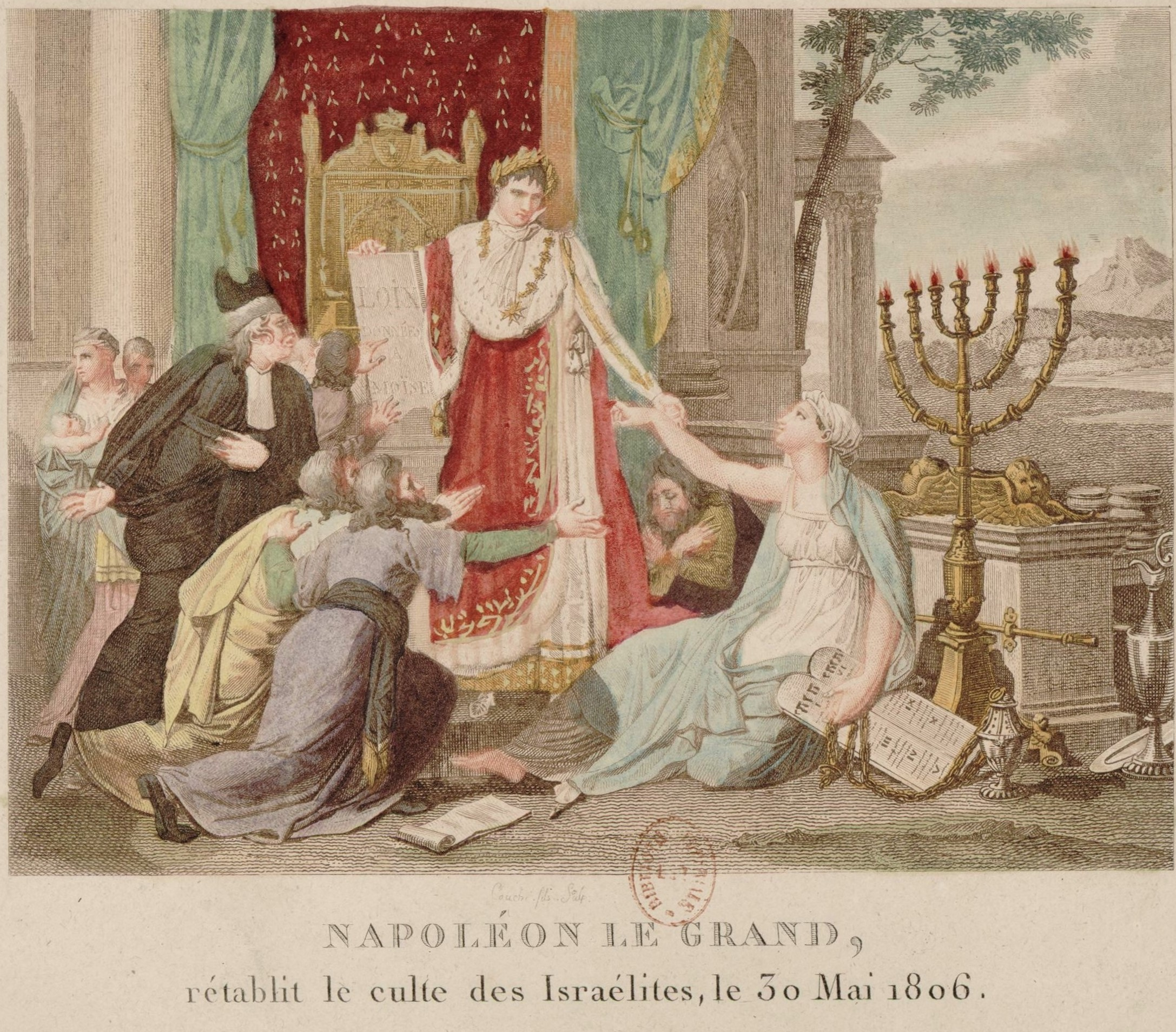
Napoleon Bonaparte stellt den Kult der Israeliten wieder her. 30. Mai 1806.

Als jüdische Emanzipation wird der Weg der Juden vom Rand in die Mitte der Gesellschaft bezeichnet. In der christlichen Mehrheitsgesellschaft waren sie eine rechtlich, religiös und sozial diskriminierte Minderheit. Ihre Eingliederung begann mit der Haskala, einer Bewegung, die in den 1770er und 1780er Jahren in Berlin und Königsberg entstand, und führte im Laufe der Aufklärung schließlich auch zur Anerkennung als gleichberechtigte Staatsbürger. 
Der Begriff „Juden-Emanzipation“ taucht ab 1817 auf. Bis dahin wurde die Thematik als „bürgerliche Verbesserung“, „Naturalisation“ oder „Gleichstellung“ der Juden beschrieben.

## Überblick
Diskussionen um die bürgerliche Integration der Juden gab es in England schon zu Beginn des 18. Jahrhunderts. John Toland verfasste 1714 seine Schrift Reasons for Naturalizing the Jews in Great Britain and Ireland. 1753 billigten in London beide Häuser die Naturalizing Bill, die aber auf Druck der öffentlichen Meinung zurückgenommen werden musste.
Unabhängig von religiöser Zugehörigkeit zugestandene Menschenrechte wurden zum Kennzeichen des säkularisierten Nationalstaats: zuerst in den USA mit der Bill of Rights 1776, dann in Frankreich nach der Französischen Revolution von 1789. Am 27. September 1791 verkündete die Französische Nationalversammlung die Gleichberechtigung aller französischen Juden. In den durch Napoleon unter französischem Einfluss stehenden deutschen Gebieten wurden die Juden vorbehaltslos emanzipiert, etwa im Großherzogtum Berg, im Königreich Westphalen und in den linksrheinischen Gebieten.
In den deutschsprachigen Staaten wurde die rechtliche Gleichstellung der Juden nicht in einem einmaligen staatlichen Hoheitsakt erreicht, sondern allmählich und in vielen Einzelschritten von 1797 bis 1918. Zugeständnisse an die Juden wurden häufig wieder eingeschränkt und vom Erfolg der „Erziehungspolitik“ gegenüber den jüdischen Untertanen abhängig gemacht.
Juden in Europa waren jahrhundertelang in eine gesellschaftliche Randposition gedrängt. Auch nachdem sie 1791 von der konstituierenden Nationalversammlung Frankreichs Bürgerstatus erhielten, hatten sie immer noch kaum die Chance, bürgerliche Berufe zu ergreifen, und blieben weiterhin in erster Linie Geldverleiher und Kleinhändler. Dem sollte durch weitere Dekrete im Jahre 1808 entgegengewirkt werden. Sie gingen aber einher mit Eingriffen ins jüdische Gemeindeleben, Einschränkung bisheriger Freizügigkeit, Kontrolle und Konzessionierung der Handelstätigkeit und der Einschränkung von Mitteln, jüdische Rechtsansprüche geltend zu machen. Diese Maßnahmen sollten zehn Jahre lang in Kraft bleiben. Sie waren nicht dazu gedacht, den Emanzipationsprozess zu stören, sondern die Integration in die napoleonische Gesellschaft zu beschleunigen. Nach der Besitznahme des Rheinlandes durch Preußen im Jahr 1815 wurden diese Bestimmungen aber immer wieder verlängert und führten somit zu anhaltenden Einschränkungen der staatsbürgerlichen Rechte für Juden.
Preußen gewährte den Juden mit dem Judenedikt von 1812, der letzten der von Karl August von Hardenberg eingeführten Reformen, das Staatsbürgerrecht. In Baden begann der Prozess der rechtlichen Gleichstellung mit dem Judenedikt von 1809, kam aber erst 1862 zum Abschluss, in Bayern mit dem Judenedikt von 1813, in Württemberg 1828 mit dem Gesetz in Betreff der öffentlichen Verhältnisse der israelitischen Glaubensgenossen. In den beiden letztgenannten Territorien gelangte die Entwicklung nach zwischenzeitlichen Rückschlägen jedoch erst 1871 mit der Verfassung des deutschen Reiches zur Vollendung. In Österreich erfolgte 1867 mit dem Staatsgrundgesetz über die allgemeinen Rechte der Staatsbürger die rechtliche Gleichstellung der Juden. In revidierten Versionen der schweizerischen Bundesverfassung wurde den Juden 1866 die Niederlassungsfreiheit in der Schweiz gewährt und schließlich 1874 auch das Recht der freien Religionsausübung. Damit waren ab 1874 alle Juden West- und Mitteleuropas gleichberechtigte Bürger ihrer Staaten. 
In der Zeit des Nationalsozialismus wurden den Juden in Deutschland mit den Nürnberger Gesetzen von 1935 sämtliche Grundrechte entzogen, nachdem sie schon seit 1933 diskriminiert worden waren. Spätestens ab der Wannseekonferenz 1942 war die Ausrottung der Juden das Ziel der Nationalsozialisten.

## Aufgeklärter Absolutismus (bis 1789)
Schon während der Zeit des aufgeklärten Absolutismus verbesserten erste Erlasse die Situation der Juden in Europa. Das „Toleranzpatent“ Kaiser Josephs II. vom 2. Januar 1782 erließ österreichischen Juden die „Leibmaut“ (eine Kopfsteuer), hob die „Judenhäuser“ (Ghettos) auf und gestand ihnen Gewerbefreiheit ohne Bürger- und Meisterrecht zu. Dafür mussten sie ihre Kinder auf deutschsprachige, meist christliche Schulen schicken. Auch ihre Berufe durften sie nur bei christlichen Meistern lernen. So sollten auch die jiddisch sprechenden Juden an die christlich-deutsche Kultur angepasst werden, um Josephs Ziel einer zentral verwalteten Habsburgermonarchie mit deutscher Staatssprache näher zu kommen. Er wollte Juden dem Staate nützlicher und brauchbarer machen, wie das Patent eigens betonte.
Als typisch für diese Phase des Utilitarismus wird das einflussreiche Werk Ueber die bürgerliche Verbesserung der Juden (1781) des preußischen Juristen Christian Wilhelm von Dohm genannt. Sein Freund, der jüdische Philosoph Moses Mendelssohn, und sein Verleger Friedrich Nicolai veranlassten Dohm zu dieser Schrift. Der Aufklärer erörtert darin die Idee, Juden in die Nation integrieren zu können und sie damit für die Gesellschaft nützlich zu machen. Geleitet von dem Aufklärungsgedanken des Naturrechts, beschreibt er mögliche Maßnahmen zur „Verbesserung“ der Juden. Die „größre Verdorbenheit“ der Juden deutete Dohm allerdings nicht rassistisch, sondern als durch ihre diskriminierende, verfassungsmäßig festgeschriebene gesellschaftliche Position bedingt. Das Konzept ging also von der allgemeinen, auch von den Aufklärern geteilten Hypothese einer sozialen Schädlichkeit der Juden für den Staat aus und setzte auf ihre Erziehung und Assimilation als Vorbedingung für rechtliche Zugeständnisse an sie. Bürgerrechte für die Juden waren aus Dohms Sicht ein notwendiger Schritt, um der Idee eines homogenen Nationalstaats zum Durchbruch zu verhelfen. Dies wurde Leitbild der Reformen in vielen europäischen Staaten.
Aus der deutschen Aufklärung entwickelte sich die Haskala als Bewegung der jüdischen Aufklärung.

## Von der Französischen Revolution bis zum Wiener Kongress (1815)
Der tiefgreifende gesellschaftliche Wandel zur bürgerlichen Gesellschaft sprengte die politischen, philosophischen und religiösen Fesseln der traditionellen Ständegesellschaften. Die Idee einer Nation von Bürgern mit gleichen Rechten und Pflichten, die in der Französischen Revolution durchgesetzt wurde, drängte natürlich die Frage nach dem Umgang mit den Juden auf. 
Zunächst schloss die konstituierende Nationalversammlung Juden aus der Erklärung der Menschen- und Bürgerrechte vom 26. August 1789 aus und diskutierte heftig darüber, ob man sie einbürgern oder vertreiben solle. 1791 räumte sie dann aber fast einstimmig allen Juden Frankreichs den Status eines Bürgers (citoyen) ein, wenn sie im Gegenzug auf ihren Status als Gemeinde verzichteten. Dies brachte den Juden zum ersten Mal in einem europäischen Land die Bürgerrechte. Sie verloren dafür ihre bisherige Teilautonomie und mussten Militärdienst leisten.
Im Königreich Westphalen, das 1807 von Napoleon geschaffen wurde und bis 1813 unter der Regierung seines Bruders Jérôme Bonaparte stand, waren Juden rechtlich anderen Untertanen gleichgestellt. Mit der Einführung von Konsistorien im Jahre 1808 untermauerte Napoleon die administrative Gleichstellung der Juden und setzte sie in den eroberten linksrheinischen Gebieten durch, stieß aber rechts des Rheins auf Widerstand. Dennoch folgten von 1800 bis 1812 fast alle deutschen Staaten den Forderungen Dohms.
Im Rahmen der preußischen Staatsreformen erließ auch Friedrich Wilhelm III. 1812 das Edikt betreffend die bürgerlichen Verhältnisse der Juden. Es gab Juden das Staats- und Gemeindebürgerrecht, Wahlrecht, Gewerbefreiheit und Niederlassungsfreiheit und erlaubte ihnen auch akademische Berufe. Vom gehobenen Staatsdienst schloss es sie weiterhin aus; zudem galt es nur in altpreußischen, nicht neu eroberten Gebieten und nur für die schon ansässigen Juden, nicht für Neuankömmlinge und Juden ohne Aufenthaltserlaubnis. Nach einem Gutachten Friedrich Schleiermachers von 1810 mussten Juden zudem am christlich-konfessionellen Religionsunterricht in Preußen teilnehmen, um an Universitäten studieren zu dürfen.
Deutsche Juden nahmen vielfach freiwillig an den antinapoleonischen Befreiungskriegen teil und versuchten danach mit einer Petition, ihre vollen Bürgerrechte einzufordern. Auf dem Wiener Kongress von 1814 versuchte Wilhelm von Humboldt erfolglos, das preußische Judenedikt von 1812 auf den Deutschen Bund auszudehnen. Besonders die süddeutschen Staaten und die norddeutschen Hansestädte verhinderten dies und verabschiedeten stattdessen Gesetze, die es erlaubten, die unter der französischen Herrschaft verfügten Emanzipationsmaßnahmen wieder zurückzunehmen.

## Weitere Entwicklung in Deutschland bis 1871

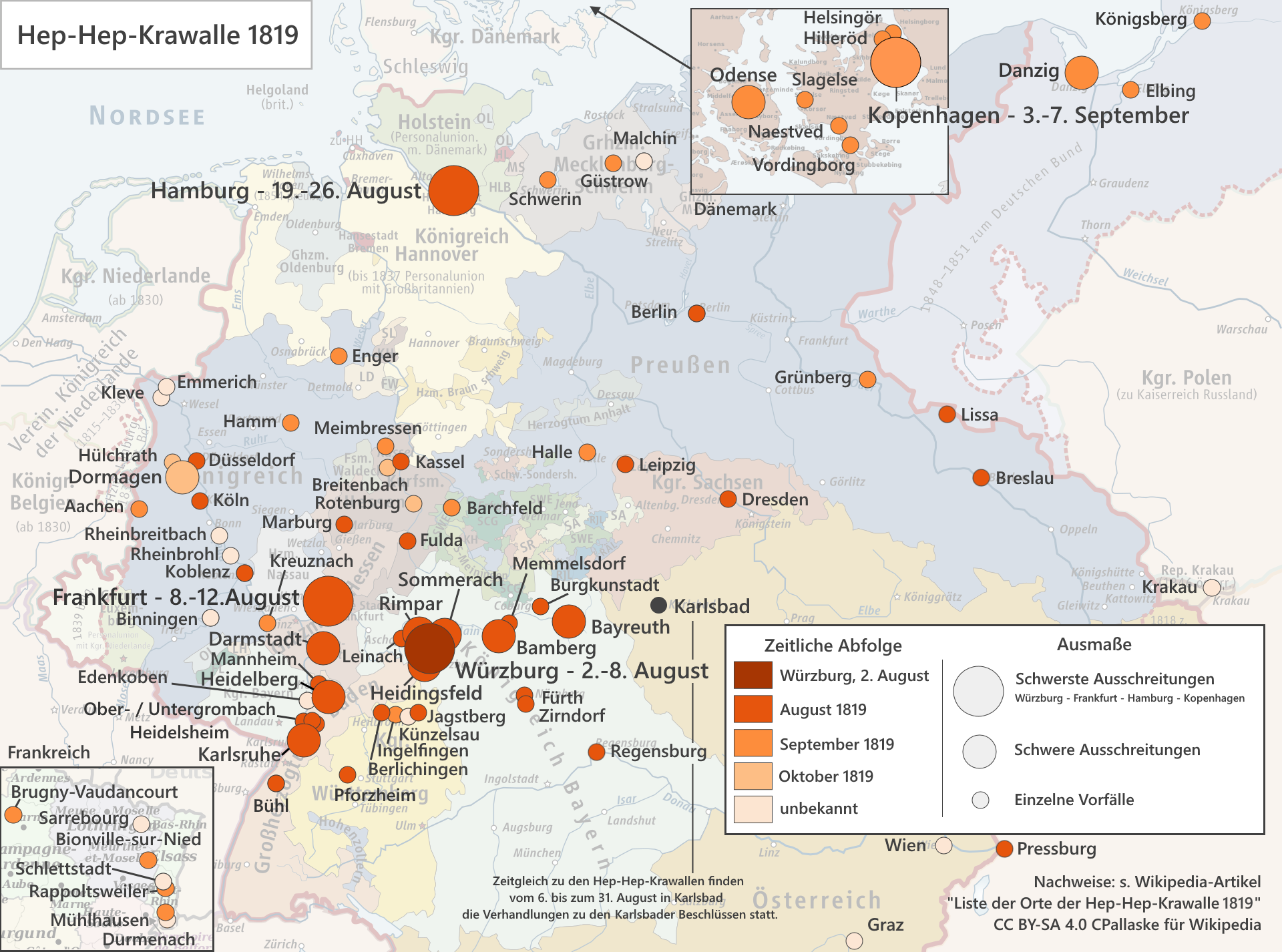
Karte der Hep-Hep-Krawalle 1819

Nach der Napoleonischen Zeit wurde im Deutschen Bund über die Judenemanzipation gestritten. Ein bekennender Gegner der rechtlichen Gleichstellung war u. a. Peter Beuth. Die Frage führte schließlich zu den Hep-Hep-Krawallen, bei denen sich zwischen August und Oktober 1819 eine Welle gewaltsamer antijüdischer Ausschreitungen in über 80 Städten und Ortschaften des Deutschen Bundes und über seine Grenzen hinaus ereignete, insbesondere auch in Dänemark. Sie gelten als der größte überregionale Aufruhr im Deutschen Bund in der Restaurationsphase bis zur Revolution von 1848. Würzburg, wo die Krawalle am 2. August 1819 ihren Anfang nahmen, Frankfurt am Main und Hamburg befanden sich durch die gewaltsamen Ausschreitungen über mehrere Tage im Ausnahmezustand, die erst durch den Einsatz von Militär beendet werden konnten. Aus weiteren 15 Orten sind schwere Ausschreitungen überliefert, insbesondere aus Franken, Baden, Dänemark und Danzig. Die Mehrheit der Vorfälle waren Menschenaufläufe, die „Hep-Hep“-Rufe skandierten, Steinwürfe gegen jüdische Wohn- und Geschäftshäuser und körperliche Angriffe auf deren jüdische Bewohnerinnen und Bewohner. Bei den Hep-Hep-Krawallen gab es keine jüdischen Todesopfer, allerdings wurden in Würzburg am 3. und 4. August 1819 bei Schießereien ein Angreifer und ein Soldat getötet. Die Hep-Hep-Krawalle hatten in vielen Ländern des Deutschen Bundes einen Rückschritt der Judenemanzipation zur Folge. Im nächsten Jahrzehnt widerriefen viele Staaten des Deutschen Bundes zumindest einige ihrer bisherigen Zugeständnisse, in Lübeck kam es sogar wieder zu Ausweisungen. 1822 verbot der König Juden Lehrberufe in Preußen und entließ sie aus allen Staatsdiensten. Dies machte besonders die assimilierten, gebildeten Juden arbeitslos. Bis 1850 blieben die preußischen Berufsverbote in Kraft, so dass Juden weiterhin nur verachtete Berufe wie Trödelhandel, Hausieren, Pfandleihe, Vieh- oder Kornhandel blieben. Dann wurde ihnen Kleingewerbe erlaubt: Viele Juden wurden nun Brillen- und Uhrmacher, Juweliere, Verkäufer auf Messen, Leder- und Textilhändler.
Ab 1830 forderten die liberalen Demokraten die „bürgerliche Verbesserung“ der Juden wie der Bauern, um die feudale Ständegesellschaft abzuschaffen. Besonders die intellektuellen und bereits assimilierten Juden ließen sich nun vielfach taufen, um Zugang zu Bildungschancen und gesichertem Einkommen zu erhalten. Auch Heinrich Heine sah in der Taufe das „Entreebillet zur europäischen Kultur“. Etwa 30.000 von insgesamt 590.000 deutschsprachigen Juden wählten bis 1900 diesen Weg. 
Jüdische Publizisten, Journalisten und Politiker wie Gabriel Riesser, der ab 1831 Schriften zur Judenemanzipation veröffentlicht hatte, stellten sich jedoch gegen Konversion und Emigration und kämpften stattdessen für die volle Gleichberechtigung. Er sorgte dafür, dass die Frankfurter Nationalversammlung (deren Vorsitzender Eduard von Simson selbst jüdischer Herkunft war) 1848 in die Grundrechte des deutschen Volkes einen Passus zur Religionsfreiheit aufnahm:

„Durch das religiöse Bekenntnis wird der Genuß der bürgerlichen und staatsbürgerlichen Rechte weder bedingt noch beschränkt.“

Zwischen 1849 und 1871 gab es fast keine literarische Diskussion über die Emanzipation der Juden. Diese fand hauptsächlich in den Länderparlamenten statt. Dabei trat die katholische Fraktion in Preußen, die dort auch eine Minderheit war, für die Grundrechte der Juden ein. Dies führte zu Protesten ihrer Anhänger im Rheinland und in Westfalen. Ab 1858 änderte sie ihre „judenfreundliche“ Haltung, was in die antijüdische Haltung des Zentrums im Kulturkampf mündete.
1862 gewährte das liberal regierte Großherzogtum Baden Juden als erster deutscher Staat die uneingeschränkte Gleichberechtigung. Dem folgte 1864 die Freie Stadt Frankfurt. Im Österreichisch-Ungarischen Ausgleich von 1867 wurde die rechtliche Gleichstellung der Juden in Österreich und Ungarn verankert. Im Juli 1869 unterzeichnete Otto von Bismarck das im Norddeutschen Bund von dem Rostocker Juristen und Demokraten Moritz Wiggers erwirkte „Gesetz, betreffend die Gleichberechtigung der Konfessionen in bürgerlicher und staatsbürgerlicher Beziehung“, das das Judentum mit allen sonstigen Konfessionen gleichstellte:

„Alle noch bestehenden, aus der Verschiedenheit des religiösen Bekenntnisses hergeleiteten Beschränkungen der bürgerlichen und staatsbürgerlichen Rechte werden hierdurch aufgehoben. Insbesondere soll die Befähigung zur Theilnahme an der Gemeinde- und Landesvertretung und zur Bekleidung öffentlicher Aemter vom religiösen Bekenntniß unabhängig sein.“

Nach dem Beitritt der süddeutschen Staaten 1870/1871 galt das Gesetz, über Art. 80 der Bundesverfassung vom 1. Januar 1871, auch dort.

## Einzelbelege
1. ↑  John Toland: Reasons for naturalizing the Jews in Great Britain and Ireland. ha-Universitah ha-ʻivrit, ha-Ḥug le-historyah shel ʻam Yisrael, 1714 (archive.org [abgerufen am 28. Oktober 2024]).
2. ↑  Kurt Schubert: Jüdische Geschichte, C.H. Beck, 7. Aufl., 2012, ISBN 978-3-406-44918-5, S. 98.
3. ↑  Michael Wagner-Kern: Staat und Namensänderung. Die öffentlich-rechtliche Namensänderung in Deutschland im 19. und 20. Jahrhundert (= Beiträge zur Rechtsgeschichte des 20. Jahrhunderts, Bd. 35). Mohr Siebeck, Tübingen 2002, ISBN 3-16-147718-9, S. 35 (Zugleich: Bayreuth, Universität, Dissertation, 2000/2001).
4. ↑   Archivlink (Memento vom 24. Mai 2014 im Internet Archive)
5. ↑  Gerald Stourzh: Die Judenemanzipation in Österreich. In: Der Standard. 20. Dezember 2017, abgerufen am 21. Dezember 2017.
6. ↑  Robert Uri Kaufmann: Der Weg zur Emanzipation (1798–1879). In: Historisches Lexikon der Schweiz.
7. ↑  Christian Wilhelm Dohm: Ueber die bürgerliche Verbesserung der Juden. Friedrich Nicolai, Berlin und Stettin 1781, (Universitätsbibliothek Bielefeld digitale Version).
8. ↑  Christian Wilhelm Dohm: Ueber die bürgerliche Verbesserung der Juden. Teil I. Friedrich Nicolai, Berlin und Stettin, 1781, S. 34.
9. ↑  Michael A. Meyer, Michael Brenner (Hrsg.): Deutsch-jüdische Geschichte in der Neuzeit. Band 2: Michael Brenner, Stefi Jersch-Wenzel, Michael A. Meyer: Emanzipation und Akkulturation. 1780–1871. Beck, München 2000, ISBN 3-406-45941-2, S. 19.
10. ↑  Kurt Schubert: Jüdische Geschichte, C.H. Beck, 7. Aufl., 2012, ISBN 978-3-406-44918-5, S. 98.
11. ↑  Zum Forschungsstand zu den Hep-Hep-Krawallen vgl. Werner Bergmann: Tumulte ― Excesse ― Pogrome, 2020, S. 137–183, und Stefan Rohrbacher: Gewalt im Biedermeier, 1993, S. 94–156.
12. ↑  Arno Herzig: Jüdische Geschichte in Deutschland. Von den Anfängen bis zur Gegenwart (= Beck'sche Reihe 1196). 2., durchgesehene und aktualisierte Auflage. C. H. Beck, München 2002, ISBN 3-406-47637-6, S. 181 ff.
13. ↑  Gesetz, betreffend die Gleichberechtigung der Konfessionen in bürgerlicher und staatsbürgerlicher Beziehung